# 克洛埃·戴格特
克洛埃·戴格特（Chloé Dygert，1997年1月1日—），曾用姓戴格特·欧文（Dygert Owen），来自印第安纳州亨德里克斯县布朗斯堡，是一名美国女子自行车运动员，曾就读于印第安纳州玛丽安大学。她曾接触过篮球，后来由于她受了严重的伤，她在经历了19个月的治疗后放弃篮球，转攻自行车。2016年11月，她和同样从事自行车的洛根·欧文（Logan Owen）结婚。然而两人于2020年1月离婚。